# 3one
編集センター 3one（へんしゅうセンター スリーワン、英称：3one POSTPRODUCTION CENTER）は、株式会社千代田ビデオを事業するポストプロダクションの部署である。
編集関連（リニア編集 ･ ノンリニア編集 ･ Avid編集 ）・MA業務を行っている。

## 沿革
- 2000年 - 千代田ビデオ編集部から『編集センター3one』を名義としてポスプロ事業を開始。
- 2001年 - ハイビジョン制作として編集を開始。
- 2009年 - 東京都渋谷区富ヶ谷1-1-1の京王代々木ビルM2から渋谷区円山町の渋谷デュープレックスタワーに住所移転される。

## 所在地
- 〒150-0044　東京都渋谷区円山町19-1 渋谷デュープレックスタワー地下2階

## 所属スタッフ

### 編集
- 町田光
- 稲岡靖
- 中村武
- 菊地和美
- 角田丈太郎

### MA
- 村田昌栄
- 梅澤康二
- 斎藤健二
- 田村陽介

## 主な作品

### 情報,バラエティ
- 開運!なんでも鑑定団（テレビ東京）
- サブちゃんと歌仲間（BMC）
- ドライブ A GO!GO!（テレビ東京）
- ウラ関根TV（テレビ東京・テレビ大阪）
- 北島ウインクハート（テレビ東京）
- アミューズメントミューズ1/3娘（日本テレビ）
- キッズステーション情報バラエティ「みてミル?」（キッズステーション）

### ドラマ
連続ドラマ
- 昔の男（TBS）
- しあわせのシッポ（TBS）
- 年下の男（TBS）
- それは、突然、嵐のように…（TBS）
- 優しい時間（フジテレビ）
- 汚れた舌（TBS）
- ですよねぇ。（TBS）
- 吾輩は主婦である（TBS）

単発,スペシャルドラマ
- それからの日々（テレビ朝日、2004年1月31日）
- あゝ離婚式（フジテレビ、2004年4月30日）
- ハラハラ刑事〜危険な二人の犯罪捜査〜 （朝日放送）
  - 1 美人OLナゾの飛び降り自殺と汚職警官の秘密計画を暴け!（2004年9月18日）
  - 2 狙われた美人妻と不良娘! 連続殺人に秘められた悲劇の十年愛!!（2005年11月19日）
- 法医学教室の事件ファイル （テレビ朝日）
  - 25 北九州－横浜配達された解剖遺体…女医二人が鑑定対決!魚のトゲに疑惑が!?（2007年10月13日）
  - 27 襲われた婚約者! 死後硬直のズレと電流痕の謎… 女医と警察犬に臭気判別「0回答」の罠!!（2008年11月22日）